# Мельницька Інна Володимирівна
Інна Володимирівна Оскнер, у шлюбі Гаврильченко, псевдонім Мельницька (18 червня 1925, Харків — 11 листопада 2020, Харків) — українська письменниця, перекладачка. Член Національної спілки письменників України (1997). Лауреатка літературної премії ім. Б. Слуцького (2001), ім. Ю. Долгорукого (2006). Учасниця Другої світової війни.

## Життєпис
Народилася 18 червня 1925 року в Харкові у родині педагогів. Після розлучення батьків вона залишилася з батьком і старшою сестрою Марією. Інна добре вчилася у школі, писала вірші, музику.
У 1933 році у газеті «Піонерська правда» дебютувала з віршами.
Під час війни залишилася в окупованому Харкові з батьком, вчителем-енциклопедистом Володимиром Івановичем Оскнером. Невдовзі батько помер.
У лютому 1943 року пішла працювати у шпиталь, а коли німці вдруге захопили Харків, разом із ним виїхала з міста.
1945 року повернулася до Харкова, де стала мешкати у родині матері.
У 1946—1948 роках працювала у Харківській спецшколі-інтернаті з англійською мовою викладання.
У 1949 році з відзнакою закінчила Харківський педагогічний інститут іноземних мов (нині факультет іноземних мов ХНУ ім. В. М. Каразіна) та аспірантуру при ньому (1952).
У 1949—1950 викладала англійську мову у Харківському культурно-просвітньому технікумі.
Працювала вихователькою в дитсадку, викладала в Харківському педагогічному інституті іноземних мов у 1952—1960 роках.
У 1961—1998 роках після об'єднання інституту з Харківським університетом викладала на факультеті іноземних мов, керувала літературною студією, виховала багатьох перекладачів іноземних прози й поезії.

## Творчість
У 1965 році опублікувала у журналі «Прапор» свої переклади з англійської мови. Мельницька авторка перекладів багатьох творів світової класики — Дж. Селінджера, В. Сарояна, А. Конан-Дойля, А. Крісті, Р. Макдональда, А. Мілна. Також перекладала з білоруської, молдавської, мордовської.
Вийшовши на пенсію, Інна Володимирівна присвятила себе літературній творчості, взявши за псевдонім дошлюбне прізвище матері — Мельницька.
З 1985 року — професійна письменниця та перекладачка художньої літератури.
Свої твори Інна Мельницька писала української та російською мовами.
Серед її публікацій оповідання та поетичні добірки у періодичних виданнях та колективних збірках. Ії твори перекладалися декількома мовами: білоруською, молдавською, мордовською, італійською, видавались в США та Ізраїлі.
Творчості Мельницької притаманне почуття причетності до подій довкола. Її цікавило минуле, сучасность, доля однієї людини та країни. У кожному з її творів можна знайти яскраві образи, які надовго закарбовуються у пам'яті читача.
Мельницька — авторка кількох поетичних збірок.

## Твори
- Когда не было лета: повесть в новеллах / [предисл. К. Гордиенко «Девочка и война»]. — Х.: Прапор, 1988. — 192 с.
- Надпись на парапете: рассказы, фрагм. дилогии. — Х.: МПО «Издатель», 1995. — 127 с.
- Опрокинутые облака: стихи разных лет. — Х.: Крок, 2002. — 124 с.
- Украинский эшелон: повесть. — Х.: Майдан, 2008. — («Проза Слобожанщины»). — 156 с.
- Украинский эшелон: повесть. — К.: ООО "Журнал «Радуга». — 2009. — 174 с. — (Лауреаты Междунар. лит. премии им. Юрия Долгорукого).
- Страна моего детства: повести и рассказы. — Х.: Крок, 2011: ил.
- Страна моего детства: повести и рассказы. — Х.: Крок, 2011: ил. — Дополнит. тираж.
- Украинский эшелон: дилогия. — Х.: Крок, 2014. — 268 с.: портр.
- Памяти невынутый осколок (2017),
- Мой город — Х.: Курсор, 2014.
- Осенний звездопад (2020),
- В другом измеренье (2021)[7].

## Нагороди
1989 року І. В. Мельницька після публікації книг «Когда не было лета» та «Надпись на парапете» була нагороджена італійською ювілейною медаллю «Альпіні» (Associazione Nazionale Alpini).
2001 року отримала премію імені Бориса Слуцького за поетичну збірку «Опрокинутые облака» та звання лауреата конкурсу «Русское слово Украины 2002».
2005 за повість «Украинский ешелон» авторка отримала міжнародну літературну премію імені Юрія Долгорукого та звання «Харків'янин року 2005».
2013 отримала харківську премію «Народне визнання» Міжднародного благодійного фонду Олександра Фельдмана за книгу «Страна моего детства».
Також Інна Мельницька нагороджена медалями, в тому числі ювілейною італійською медаллю «Альпіні» (Associazione Nazionale Alpini).